# Związek Mobilizacji Uciemiężonych

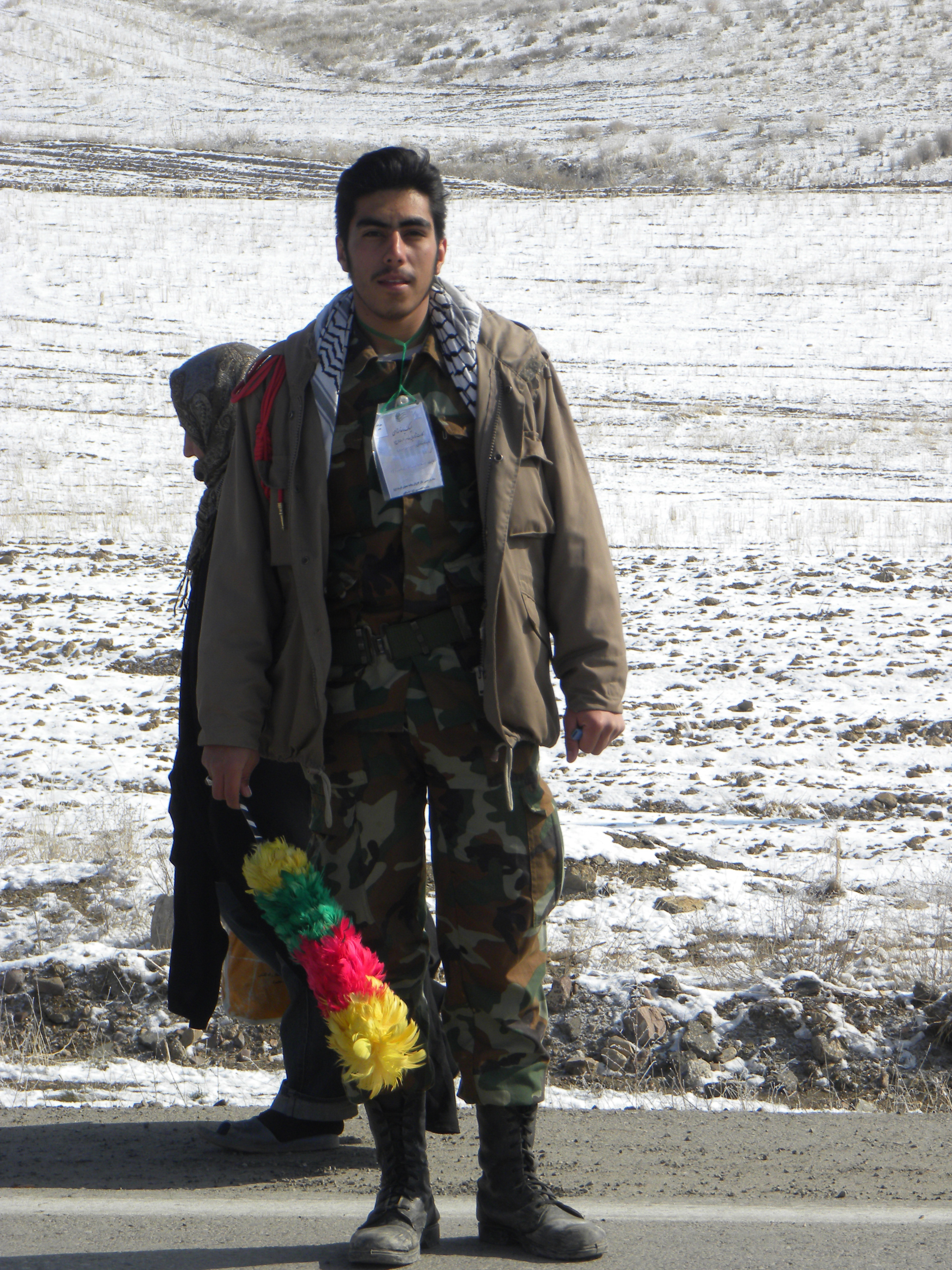
Członek Związku Mobilizacji Uciemiężonych

Związek Mobilizacji Uciemiężonych, potocznie Basidż (oryg. pers. سازمان بسیج مستضعفین – Sazman-e Basidż-e Mostazafin) – masowa, ochotnicza organizacja paramilitarna utworzona po rewolucji islamskiej w Iranie, od 1981 część składowa Korpusu Strażników Rewolucji Islamskiej. Jej członkowie (określani potocznie jako basidżowie) uczestniczyli w wojnie iracko-irańskiej, zaś po jej zakończeniu w zakres ich obowiązków wchodzi umacnianie idei rewolucji islamskiej w społeczeństwie oraz dbanie o to, by przestrzegane było islamskie prawodawstwo w kwestiach obyczajowych. Basidżowie organizują również demonstracje poparcia dla rządu Iranu, niektóre ich oddziały biorą udział w operacjach wojskowych KSRI, inne wykorzystywane są do rozpędzania protestów antyrządowych. Komendantem formacji jest od 2019 r. gen. Gholamreza Solejmani.

## Historia

### Powstanie formacji. Wojna iracko-irańska

#### 1979-1983
Paramilitarny Związek Mobilizacji Uciemiężonych został założony krótko po sukcesie irańskiej rewolucji islamskiej. Organizacja miała mobilizować obywateli Iranu wokół nowych rządów i upowszechniać pożądane postawy religijne i społeczne. W 1981 został włączony do struktur Korpusu Strażników Rewolucji Islamskiej, który również był w tym okresie organizacją paramilitarną. Większość ochotników do służby w Związku pochodziła ze wsi, z religijnego środowiska i wstępowała do formacji pod wpływem duchowieństwa. We wrześniu 1980 basidżów było ok. 80 tys.
Od początku wojny iracko-irańskiej, rozpoczętej 22 września 1980 atakiem wojsk irackich, członkowie obu struktur brali udział w walkach. Basidżowie z reguły trafiali na front po jedynie podstawowym przeszkoleniu i słabo uzbrojeni. Do oddziałów przyjmowano ochotników w każdym wieku, zarówno ok. 60–70 lat, jak i nieletnich chłopców, według różnych źródeł nawet trzynastoletnich lub dwunastoletnich. Motywację basidżów (podobnie jak Strażników Rewolucji) wielokrotnie opisywano jako religijny fanatyzm, jednak zdaniem Michaela Axworthy’ego ważniejsza była chęć obrony swojego kraju. Według niektórych źródeł ochotnicy zgłaszający się do Związku Mobilizacji Uciemiężonych stanowili w ciągu pierwszych dwudziestu miesięcy wojny 75% walczących na froncie Irańczyków.
Strażnicy Rewolucji i Basidżowie brali udział w zatrzymaniu irackiej operacji Kadisijja. Na innym odcinku frontu między 22 września a 10 listopada 1980 brali udział w obronie Chorramszahru, zdobytego ostatecznie przez Irakijczyków i Abadanu, którego Irakijczycy nigdy nie zajęli, dobrze radząc sobie z obroną w terenie trudnym, zurbanizowanym. Na przełomie lutego i marca 1982 30 tys. Basidżów, obok 50 tys. Strażników Rewolucji i 60 tys. żołnierzy z 4 dywizji armii irańskiej, wzięło udział w operacji Niezaprzeczalne Zwycięstwo w północnym Chuzestanie. Podczas działań Strażnicy i Basidżowie po raz pierwszy na masową skalę zastosowali taktykę fali ludzkiej, chociaż przynosiła ona ogromne straty. Rządzący Iranem duchowni przedstawiali tę taktykę jako prawdziwe zbliżanie się do Boga, świętą wojnę, odwołując się do dawnych szyickich wzorców walki i męczeństwa.
Między 30 kwietnia a 25 maja 1982 pięć brygad Basidżów wzięli udział w zwycięskiej dla Iranu operacji Jerozolima (Bajt al-Mukaddas). Odegrali decydującą rolę podczas odbicia z rąk Irakijczyków Chorramszahru. 25 maja 1982 ostatnie jednostki irackie wycofały się z terytorium Iranu.
Bliżej nieznana liczba basidżów walczyła następnie w nieudanej operacji irańskiej Błogosławiony Ramadan (14 lipca – 30 września 1982), której niezrealizowanym celem było zdobycie Basry. Niektóre oddziały Basidżów i Strażników Rewolucji były w ogóle nieuzbrojone. Ich żołnierze, atakując falami ludzkimi, oczyszczali pola minowe. W pierwszym dniu operacji irańskie jednostki pancerne oraz oddziały Strażników nie zdołały przełamać irackiej obrony – dotarły najbliżej na odległość 10 km od miasta. W kolejnych dniach, aż do września, natarcia były ponawiane, jednak bez powodzenia.

#### 1983-1984
Na początku 1984 Basidżowie stanowili 1/3 całych irańskich sił zbrojnych – 120 tys. ludzi. 16–25 lutego 1984 Strażnicy Rewolucji oraz członkowie Związku Mobilizacji Uciemiężonych byli główną siłą podczas operacji Fatima as-Sahra (Córka Proroka). Miała ona związać odwody irackiego 3 Korpusu Armijnego przed kolejną zaplanowaną operacją Hajbar. Irańczycy nie dysponowali ciężkim sprzętem i większość ataków podczas operacji była uderzeniami fali ludzkiej wykonywanymi przez Strażników i Basidżów, którzy ponieśli szczególnie poważne straty, przedzierając się przez pola minowe. Udało im się zająć wyspy Al-Bajda, Sachra i Ajwada, ale nie przecięli autostrady z Bagdadu do Basry. Nie udało im się również opanować górujących nad autostradą wzgórz podczas operacji Wal-Fajr 6. Podczas operacji wojska irackie użyły przeciwko Irańczykom gazów bojowych.
W tym samym czasie, między 14 lutego a 19 marca 1984 9 brygada Korpusu Strażników Rewolucji Islamskiej, przemianowana w trakcie operacji na dywizję „Badr” brała udział w operacji Hajbar. Jej celem było zajęcie Al-Kurny, wysp Madżnun i przecięcie drogi z Bagdadu do Basry. Również ta operacja zakończyła się, mimo początkowych sukcesów, niepowodzeniem. Strażnicy Rewolucji oraz Basidżowie stracili podczas tej operacji od 12 do 20 tys. zabitych (straty wojsk regularnych wynosiły 6 tys.), zaś podczas sześciu kolejnych operacji Wal-Fajr – dalsze 20 tys. zabitych i 30 tys. rannych. Do końca roku formacja nie była już w stanie przeprowadzić żadnej większej operacji zaczepnej. W związku z bardzo trudną sytuacją irańskich sił zbrojnych, zwłaszcza niedostatkiem ciężkiego sprzętu, władze Iranu rozważały kontynuowanie lub zakończenie wojny. 300 tys. Strażników Rewolucji i Basidżów zostało czasowo zdemobilizowanych. Ostatecznie zdecydowano o dalszej walce przeciwko Irakowi aż do obalenia rządów Saddama Husajna.

### 1985-1988
W dniach 11–18 marca 1985 Iran przeprowadził operację Badr – kolejną próbę zajęcia Basry. Ryzykowna i źle przeprowadzona operacja przeciwko silnie ufortyfikowanemu przeciwnikowi zakończyła się całkowitą klęską i pochłonęła od 8–12 tys. do nawet 27 tys. ofiar, głównie Strażników Rewolucji (w działaniach uczestniczyły m.in. ich dywizje „Wali Asr”, „Ali Ibn Abi Talib” oraz „Aszura”), wielu zabitych było również w pięciu uczestniczących w walce brygadach Basidżów. Jedna z nich została zaatakowana przy pomocy iperytu i napalmu. Żołnierze KSRI zdołali się utrzymać na wyspach Madżnun. Dywizja „Wali Asr” została niemal całkowicie zniszczona. Walki o wyspy powtarzały się w maju i czerwcu 1985. Strażnicy Rewolucji ponieśli znaczące straty i musieli opuścić część wysp, jednak nie zostali z nich całkowicie wyparci.
Między majem a lipcem 1986 Basidżowie i Strażnicy Rewolucji brali udział w walkach o Mehran. Natomiast w grudniu 1986 60 tys. Strażników Rewolucji i Basidżów wzięło udział w nieudanej operacji Karbala 4, podczas której usiłowano zniszczyć umocnienia irackie w rejonie Basry. Ataki falami ludzkimi na lepiej ufortyfikowane pozycje zostały krwawo odparte. W styczniu roku następnego Strażnicy Rewolucji brali udział w jednej z największych irańskich operacji podczas wojny – Karbala 5. Wzięło w niej udział 150–200 tys. Strażników Rewolucji i Basidżów. W jej trakcie odnieśli jedynie częściowe sukcesy – zajęli istotny rejon Szalamcze, ale po raz kolejny nie udało im się zdobyć Basry ani całkowicie odciąć Iraku od wód Szatt al-Arab. Ponieśli również ogromne straty sięgające 70–80 tys. żołnierzy. W tym samym czasie dywizja piechoty KSRI „Aszura” wzięła udział w zdobyciu strategicznych wzgórz w rejonie Chanagin i Mandali podczas prowadzonej równolegle operacji Karbala 6. Nie przyniosła natomiast sukcesu operacja Karbala 7, która z powodu wyczerpania materiałowego armii irańskiej okazała się ostatnią podczas wojny operacją lądową Iranu. W kwietniu 1987 Irak odbił z rąk irańskich broniony przez Korpus Strażników Rewolucji Islamskiej al-Fau (operacja Błogosławiony Ramadan). Klęski Irańczyków sprawiły, że w ostatnim roku wojny spadło morale nawet najbardziej oddanych rewolucji jednostek, jakimi byli dotąd basidżowie, a liczba ochotników do formacji znacząco spadła.
Liczba basidżów, którzy zginęli podczas wojny, nie została podana do wiadomości publicznej, wiadomo jednak, że z uwagi na sposób wykorzystywania tej formacji podczas bitew odsetek jej poległych żołnierzy był wyższy niż w wojskach regularnych i w oddziałach Strażników Rewolucji.
W Związku Mobilizacji Uciemiężonych służył podczas wojny iracko-irańskiej późniejszy prezydent Iranu Mahmud Ahmadineżad, karierę wojskową w formacji zaczynał również dowodzący od 2007 Korpusem Strażników Rewolucji Islamskiej Mohammad Ali Dżafari.

## Zadania i działalność formacji po wojnie iracko-irańskiej

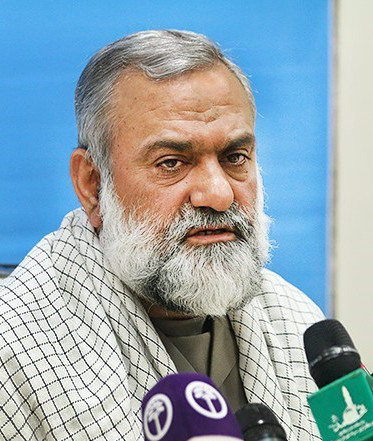
Mohammad Reza Naghdi był komendantem związku od 2009 do 2019

Związek Mobilizacji Uciemiężonych jest we współczesnym (pocz. XXI w.) Iranie organizacją masową, w całości ochotniczą. Według władz irańskich do jego komórek należy nawet 11–15 mln osób, chociaż według szeregu źródeł jest to twierdzenie przesadzone, a w rzeczywistości do Związku należy nie więcej, niż 3–4 mln członków. Oddziały organizacji działają przy szkołach wszystkich szczebli, od podstawowych do wyższych, instytucjach państwowych, meczetach i zakładach pracy. Wstąpienie do organizacji jest możliwe już po ukończeniu dwunastu lat i przejściu szkolenia wojskowo-religijnego. Basidżowie organizują liczne wydarzenia społeczne i kulturalne propagujące wartości rewolucji islamskiej, głoszące poparcie dla rządu i dla Najwyższego Przywódcy, a także manifestacje z okazji świąt państwowych lub w reakcji na wydarzenia zagraniczne, które władze Iranu uznają za obrazę ich państwa. Według niektórych źródeł wielu członków Związku przystąpiło do niego z uwagi na wiążące się z tym korzyści finansowe.
Niektóre oddziały basidżów biorą udział w operacjach prowadzonych przez Korpus Strażników Rewolucji Islamskiej. Inne zajmują się kontrolą przestrzegania prawa irańskiego w kwestiach dotyczących moralności, są również wykorzystywane do rozpędzania manifestacji przeciwników rządu. Basidżowie odegrali taką właśnie rolę podczas protestów po wyborach prezydenckich w Iranie w 2009. Według raportu Human Rights Watch dokonywali w tym czasie napadów na domy przeciwników rządu, konfiskowali anteny satelitarne, dopuszczali się pobić i kradzieży. W strukturach Związku działają paramilitarne bataliony Aszura (męski) i Zahra (żeński) oraz wyspecjalizowane bojówki Karbala i Zulfaghar. Związek Mobilizacji Uciemiężonych zajmuje się ponadto wyszukiwaniem w internecie treści nieprzychylnych rządowi irańskiemu, ochranianiem instalacji naftowych i likwidowaniem skutków klęsk żywiołowych.
Oddziały Związku Mobilizacji Uciemiężonych biorą udział w wojnie domowej w Syrii, wspierając – podobnie jak KSRI i szkolone przez jego oficerów milicje szyickie – wojska syryjskie.